# Muriel Mandrillon
Muriel Mandrillon, née le 8 décembre 1955 à Saint-Claude, est une skieuse alpine française. 

## Biographie
Muriel Mandrillon est la fille de Lucienne Mandrillon (1919-2019) et de René Mandrillon (1928-1970 ), skieur de fond qui a participé aux jeux olympiques de 1952, 1956 et 1960, ainsi qu'à 3 championnats du monde.
En 1974, elle prend la 3e place des championnats de France de slalom géant à Morzine-Avoriaz.
L'année suivante en 1975, elle est sacrée championne de France de slalom à Pra-Loup en devançant Fabienne Serrat. Elle est aussi vice-championne de France du combiné et se classe 3e du slalom géant.
En 1976, elle monte à nouveau sur un podium des championnats de France en prenant la 3e place du slalom à Serre-Chevalier.
Elle obtient son meilleur résultat en coupe du monde en se classant 10e du slalom de Saint-Gervais le 28 janvier 1977. Elle termine la saison à la 21e place de la coupe du monde de slalom.

Elle est la grand-tante de l'international de rugby Baptiste Pesenti.

## Hommage
En 2012, une piste rouge de la station des Rousses est baptisée piste Muriel Mandrillon.

## Palmarès

### Coupe du monde
- Meilleur classement au Général : 40e en 1977 avec 1 point
- Meilleur classement de Slalom : 21e en 1977 avec 1 point

1 top-10 en slalom
- Meilleur résultat sur une épreuve de Coupe du monde de Slalom : 10e à Saint-Gervais le 28 janvier 1977 [4]

#### Classements
| Saison / Épreuve | Saison / Épreuve | Général | Général | Slalom | Slalom |
| ---------------- | ---------------- | ------- | ------- | ------ | ------ |
| Saison / Épreuve | Saison / Épreuve | Class.  | Points  | Class. | Points |
| 1977             | 1977             | 40e     | 1       | 21e    | 1      |

### Championnats de France

#### Elite
| Édition / Epreuve                  | Descente | Slalom géant | Slalom | Combiné |
| ---------------------------------- | -------- | ------------ | ------ | ------- |
| Championnats 1973 La Foux d'Allos  |          | 9e           | 6e     | 4e      |
| Championnats 1974 Morzine/ Avoriaz |          | Bronze       |        |         |
| Championnats 1975 Pra-Loup         | -        | Bronze       | Or     | Argent  |
| Championnats 1976 Briançonnais     | 17e      | 6e           | Bronze | 4e      |